# Sa'ud bin Abd al-Aziz bin Sa'ud Al Sa'ud al-Kabir
Saʿūd bin ʿAbd al-ʿAzīz bin Saʿūd al-Saʿūd al-Kabir (in arabo سعود الكبير بن عبد العزيز بن سعود آل سعود‎?; 1878 – 1959) è stato un principe saudita, membro di un ramo cadetto della famiglia reale Āl Saʿūd. Era noto con il soprannome di "Il Vecchio", perché era più anziano dell'omonimo re Sa'ud.

## Biografia
Anche se Faysal, il figlio maggiore di Abd Allah bin Faysal, era il suo legittimo successore, il secondogenito, Sa'ud, si ribellò al fratello per ottenere il controllo dello Stato. Dopo la sua morte, avvenuta nel 1875, i suoi figli, e in seguito i suoi nipoti, continuarono le ostilità contro i loro cugini dalla loro base di Al-Kharj.
Sa'ud bin Abd al-Aziz nacque nel 1878 ed era figlio di Abd al-Aziz bin Sa'ud Al Sa'ud al-Kabir e di Wadhba bint Muhammad bin Hazzam al-Mana al-Hithlain, figlia dello sceicco della tribù beduina di Ajman. La sua famiglia era legata da vincoli di parentela con i beduini dell'Ajman e le tribù erano loro fedeli sostenitori. Dopo la caduta di Riad, avvenuta nel 1891 per mano degli Al Rashid di Ha'il che avevano beneficiato della lotte senza fine tra i figli di Faysal, Sa'ud, insieme ai suoi fratelli e cugini, venne catturato e condotto ad Ha'il. Trascorsero i successivi quindici anni in prigionia e svilupparono un legame di cooperazione nella speranza di poter un giorno riconquistare il loro perduto ruolo a Riad. Durante una battaglia avvenuta nel 1904 contro Abd al-Aziz, che aveva ormai riconquistato Riad e stava consolidando la sua posizione, vennero riconosciuti tra i prigionieri nel campo nemico. Per questo motivo venne loro assegnato il soprannome di al-Ara'if (dalla araba per "riconoscimento"), un termine Najd utilizzato per riferirsi ad un dromedario che era stato perso e successivamente ritrovato dal suo proprietario.
Anche se la famiglia inizialmente promise fedeltà all'emiro Abd al-Aziz in seguito si ribellò con i loro alleati di Ajman. Furono sconfitti definitivamente nel 1912. Alcuni dei suoi cugini fuggirono nell'Hegiaz, ma a Sa'ud fu concesso il perdono e gli fu permesso di sposare Nura, la sorella del sovrano. Dopo il suo matrimonio fu un amico leale e sostenitore del sovrano.
Si sposò sei volte ed ebbe quindici figli, nove maschi e sei femmine.
Morì nel 1959.